# Husne Wyżne
Husne Wyżne (ukr. Верхнє Гусне) – wieś na Ukrainie, w obwodzie lwowskim, w rejonie samborskim (wcześniej w rejonie turczańskim) nad Huśnikiem. Liczy około 689 mieszkańców.

## Historia
Pierwsze wzmianki o miejscowości pod nazwą Husne pochodzą z 1556 r., kiedy to starosta samborski Jan Strzechowski w imieniu panującego króla Zygmunta Augusta wydał Staszkowi Telepianowi przywilej na założenie wsi Husne (dziś Husne Niżne) nad potokiem o tej samej nazwie. W 1709 r. w dolinie potoku powyżej tej wsi powstało dzisiejsze Husne Wyżne. Była to królewszczyzna należąca do ekonomii samborskiej. Zarządzał nią początkowo rotmistrz królewski Gabriel Jaworski herbu Sas, natomiast od roku 1768 do zajęcia tych ziem przez Austrię w 1772 r. tutejsze wójtostwo trzymał Marcin Ilnicki herbu Sas. Obok nich mieszkali we wsi członkowie innych polskich rodzin szlachty zagrodowej, m.in. Ossowscy i Żmijewscy. W 1869 r. we wsi były 144 domy z 735 mieszkańcami. W 1881 r. było tu 735 grekokatolików i 54 żydów. Parafia greckokatolicka w Husnem Wyżnem należała do dekanatu w Wysocku.
W 1921 r. wieś liczyła około 1110 mieszkańców. Przed II wojną światową w granicach Polski, wchodziła w skład powiatu turczańskiego. W okresie międzywojennym w miejscowości stacjonowała placówka Straży Celnej „Husne Wyżne” a następnie po reorganizacji placówka Straży Granicznej I linii „Husne Wyżne”.

## Ważniejsze obiekty
- Cerkiew z 1890 r., pierwotnie greckokatolicka, od 1990 r.należy do Ukraińskiego Autokefalicznego Kościoła Prawosławnego[1].